# Rasbora caudimaculata
Rasbora caudimaculata (Volz, 1903) è un pesce osseo d'acqua dolce appartenente alla famiglia Cyprinidae.

## Distribuzione e habitat
Vive nell'Asia sudorientale, dal corso inferiore del Mekong a Malaysia e Indonesia. Vive nei ruscelli della foresta pluviale, in tratti a fondo sabbioso. Risulta introdotta nelle Filippine ma è ignoto se sia o meno naturalizzata.

## Descrizione
I bordi delle scaglie hanno un bordo scuro. La pinna caudale è rossa con le punte dei due lobi di colore nero. Misura fino a 17 cm.

## Alimentazione
Si nutre prevalentemente di insetti caduti in acqua.

## Acquariofilia
Comunemente allevato in acquario.

## Conservazione
Non è una specie comune, pare che il suo areale sia piuttosto frammentato. 